# Anastasi Horta Lleopart
Anastasi Horta Lleopart (Barcelona, 1800 - 12 de febrer de 1843) fou un compositor i organista català.
Va estudiar piano i orgue amb José Maseras i composició amb Francesc Andreví i Francesc Queralt. Des de molt jove ja va mostrar gran facilitat a l'hora de tocar l'orgue. Fou organista a les esglésies de Sant Just i Pastor, Sant Felip Neri i Sant Sever, totes elles a Barcelona.
Tenia gran facilitat per improvisar i una ràpida execució, es va distingir per les seves melodies elegants i acompanyades d'una harmonia robusta. Segons Saldoni era brillant.
No acostumava a tocar obres de compositors clàssics, com ja s'ha comentat, preferia improvisar. Entre els seus deixebles en va destacar Miguel Vilá Domenech.

## Obres
Va compondre algunes obres per a orgue únicament i d'altres amb veus també.